# Matt Bevin
Pour les articles homonymes, voir Bevin.
Matthew Griswold Bevin dit Matt Bevin, né le 9 janvier 1967 à Denver, est un homme d'affaires et un homme politique américain, membre du Parti républicain. Il est gouverneur du Kentucky de 2015 à 2019.

## Biographie

### Carrière professionnelle et débuts en politique
Lors des élections sénatoriales de 2014, il se présente face au chef des républicains au Sénat, Mitch McConnell. Soutenu par le Tea Party, il est largement battu par le sénateur sortant (60 % des voix contre 35 %). Après sa défaite, il refuse de soutenir McConnell pour l'élection générale et devient un paria pour l'establishment du parti.

### Gouverneur du Kentucky
En 2015, il est candidat au poste de gouverneur du Kentucky. Il se présente comme le plus conservateur des candidats républicains et propose de revenir sur l'extension de la couverture santé mise en place par le gouverneur démocrate sortant, Steve Beshear. Il remporte la primaire républicaine de 83 voix, grâce aux attaques entre les deux favoris James Comer et Hal Heiner,. Menant d'abord une campagne centrée sur l'économie, il se tourne progressivement vers les questions de société en pleine affaire Kim Davis. Avant l'élection générale, tous les sondages (à une exception près) donnent le démocrate Jack Conway (en) vainqueur d'une courte tête. Cependant, le jour de l'élection, Bevin devance Conway de 9 points et remporte 106 des 120 comtés de l'État. Bevin et son lieutenant-gouverneur Jenean Hampton élus en binôme sont investis le 8 janvier 2015. Hampton est la première personnalité afro-américaine élue à l'échelle du Kentucky.
Matt Bevin se décrit comme un « pro-vie assumé » et veut écarter toutes les mesures qui facilitent l’avortement. Le Kentucky ne compte ainsi qu'une seule clinique pratiquant des avortements.
En 2019, Bevin est candidat à sa réélection au poste de gouverneur du Kentucky. Il déclare sa candidature tard, change de colistier en choisissant Ralph Alvarado et ignore son opposant républicain le représentant Robert Goforth. Bevin ne remporte la primaire républicaine qu'avec 52 % des voix (contre 39 % pour Goforth), une faible avance pour un gouverneur sortant. Il est finalement battu de peu par le démocrate Andy Beshear, qui le devance d'environ 5 000 voix soit 0,4 % le soir de l'élection. Bevin refuse cependant de reconnaître sa défaite, évoquant des « irrégularités » sans précisions. Le même soir, les républicains remportent tous les autres postes à l'échelle du Kentucky.
Le 14 novembre 2019, Matt Bevin reconnaît finalement sa défaite face à Andy Beshear et annonce ne pas contester les résultats.